# Renault HO
Le Renault HO est un tracteur agricole français des années 1920.

## Conception
Dérivé du Renault HI à chenilles, lui-même issu du char FT de 1916, le Renault HO est le premier tracteur Renault équipé de roues. Deux types de roues sont proposés : roues métalliques pour les travaux agraires ou roues à pneus en caoutchouc.
Comme sur le GP (de) et le HI, le radiateur est placé au centre du véhicule, derrière le moteur. Le moteur dispose de 4 cylindres en L (cylindre de 3 200 cm3) et développe 20 ch à 1 600 tr/min.
Le tracteur est produit de 1921 à 1926, à 210 exemplaires. Il se vend plutôt mal car trop lourd, assez cher et très consommateur en essence.